# Brachynemurus blandus
Brachynemurus blandus là một loài côn trùng trong họ Myrmeleontidae thuộc bộ Neuroptera. Loài này được Hagen miêu tả năm 1861.